# International Motor Sports Association
De International Motor Sports Association of IMSA is een Amerikaanse race-organisatie met het hoofdkantoor in Braselton, Georgia. De organisatie is opgericht door John Bishop, een voormalig werknemer van de SCCA, met zijn vrouw Peggy in 1969 met hulp Bill France van NASCAR.

## Geschiedenis
John Bishop werkte voor de SCCA. Hij schreef de regels voor de verschillende raceklasses en hij maakte foto's en tekeningen voor het SCCA Club Racers Magazine. In de jaren zestig ging de SCCA ook professionele races organiseren in plaats van alleen maar amateurraces. Er kwamen spanningen over wie in het bestuur moest zitten voor de nieuwe organisatie. Het resulteerde in het ontslag van John Bishop die zijn eigen organisatie begon, de IMSA.
Bishop hielp NASCAR oprichter Bill France met de oprichting van de NASCAR. De IMSA werd officieel opgericht in 1969. De organisatie organiseerde dat jaar twee races van de Amerikaanse Formule Ford en een race voor tourwagens.

### De overname
Toen Bishop en France het bedrijf in 1989 verkochten aan Mike Cone, werd het hoofdkwartier verplaatst van Connecticut naar Tampa Bay. Mike Cone verkocht het bedrijf aan zakenman Charles Slater die het op zijn beurt in 1996 verkocht aan Roberto Muller en Andy Evans. Ook zij verkochten het bedrijf, dit keer aan Don Panoz in 2001. Dit bracht de American Le Mans Series naar de IMSA. Ook de Formule Mazda en de Panoz GT Pro Series werden nu georganiseerd door de IMSA.

## De raceklassen

### American Le Mans Series
De ALMS werd opgericht in 1999 door Dr. Don Panoz. Sinds 2001 werd het georganiseerd door de IMSA als vervanger van het IMSA GT Championship. Belangrijke races zijn de 12 uren van Sebring en Petit Le Mans.

### Atlantic Series
Vanaf 2008 organiseert de IMSA het Atlantic Series kampioenschap. Voorheen was het onderdeel van het ChampCar programma, maar toen het failliet ging nam de IMSA het over.

### IMSA Lites
De IMSA Lites is een kampioenschap voor formule auto's. Er zijn 3 klassen. Het verschil tussen de klassen is de autofabrikant. In de hoofdklasse Lite 1 worden de auto's gemaakt door Élan Motorsport Technologies, Lites 2 zijn West Racing auto's en Lites 3 zijn Van Diemen DP06 auto's.

### Formule BMW USA
De Formule BMW USA is de Amerikaanse versie van de Formule BMW. Alle auto's zijn gelijk en hebben een BMW K1200RS motor.

### GT3 Cup
De IMSA GT3 Cup Challenge is een raceklasse voor Porsche 911 GT3's en is vergelijkbaar met de Porsche Supercup.

### Formule Mazda
Het Star Mazda Championship is een race competitie voor formule auto's. Alle auto's zijn gelijkwaardig en hebben dezelfde motor. De motor is een getunede motor uit een Mazda RX-8.

### Panoz Racing Series
Het is opgericht als Women's Global GT Series door Lynn St. James in 1999 als een ondersteuningsrace voor de ALMS. Ze racen met een Panoz Esperante.